# JavaStation
JavaStation是一種網路電腦（Network Computer，NC），由昇陽電腦於1996年－1998年間所研發。
JavaStation的硬體是以昇陽電腦過往的SPARCstation工作站為基礎而設計，SPARCstation工作站及其架構過去在UNIX工作站領域中相當成功。不過，JavaStation缺乏硬碟機、軟碟機、光碟機，同時也有許多地方與SPARC電腦不同，如使用標準的IBM PS/2週邊介面及VGA視訊介面。
1. ^  - 過去的中文相關報導有時翻譯成：爪哇工作站。

## 有關JavaStation的小風趣
以下有幾個關於JavaStation的小風趣：
- JavaStation-1也稱為「Mr. Coffee」咖啡先生

- JavaStation-NC也稱為「Mr. Krups」Krups先生，Krups是一個咖啡壺的品牌

- JavaStation-E也稱為「Espresso」濃咖啡

- JavaEngine-1也稱為「JE-1」（縮寫）

- The "Dover" JavaStation（Dover，英國東南部的港口）

- The Generation 3 "Super JavaStation" 第三代的「超級JavaStation」（其實只有兩款JavaStation，沒有到第三款、第三代過）

- The Pre-Mr. Coffee JavaStation Prototype 預咖啡先生JavaStation原型品（雛形品）

- The JavaStation "Fox".

## 作業系統
JavaStation所採行的作業系統是JavaOS，並以快閃記憶體的型態存放在機內，不過也可以改安裝Linux或NetBSD。

## 外部連結
- JavaStation Linux HOWTO （页面存档备份，存于）